# Gäddtjärnen (Stigsjö socken, Ångermanland)
Gäddtjärnen är en sjö i Härnösands kommun i Ångermanland och ingår i Gådeåns huvudavrinningsområde.